# Barbara Laage
Barbara Laage (Menthon-Saint-Bernard, Alta Saboia, 30 de julho de 1920 — Deauville, 19 de maio de 1988) foi uma atriz francesa que alcançou fama na década de 1950. Estreou no cinema em 1948, após trabalhar no teatro e realizar interpretações em boates noturnas.

## Filmografia parcial
- Paris Blues (1960), como Marie Séoul
- Os Sorrisos do Destino (1963), como Barbara
- O Crime de Aldeia Velha (1964), como Joana
- O Corpo Ardente (1966),[3] como Márcia
- Domicílio Conjugal (1970), como Monique